# Paul Harding (scrittore statunitense)
Paul Harding (Wenham, 1967) è uno scrittore e musicista statunitense.

## Biografia
Nato a Wenham nel 1967, ha conseguito un B.A. in inglese nel 1992 all'Università del Massachusetts a Amherst e un Master of Fine Arts in narrativa presso l'Iowa Writers' Workshop.
Prima di dedicarsi alla scrittura, negli anni '90 è stato batterista della band Cold Water Flat con la quale ha inciso due album.
Dopo aver ricevuto numerosi rifiuti da parte degli editori, nel 2009 ha esordito nella narrativa con il romanzo L'ultimo inverno pubblicato per una piccola casa editrice e vincitore a sorpresa del Premio Pulitzer per la narrativa l'anno successivo.
Nel 2013 ha pubblicato il suo secondo romanzo, Enon e, a dieci anni di distanza, il terzo, Un altro eden.

## Opere

### Romanzi
- L'ultimo inverno [Tinkers], traduzione di Luca Briasco, Vicenza, Neri Pozza, 2011  [2009], ISBN 978-88-545-0456-1.
- Enon, traduzione di Luca Briasco, Vicenza, Neri Pozza, 2013, ISBN 978-88-545-0478-3.
- Un altro eden [This Other Eden], traduzione di Massimo Ortelio, Vicenza, Neri Pozza, 2023, ISBN 978-88-545-0479-0.

## Premi e riconoscimenti
- Guggenheim Fellowship 2010[9]
- Premio Pulitzer per la narrativa 2010, vincitore con L'ultimo inverno[10]
- Premio PEN/Robert W. Bingham 2010, vincitore con L'ultimo inverno[11]
- Premio Fernanda Pivano 2012[12]